# SM UC-17
SM UC-17 – niemiecki okręt podwodny (podwodny stawiacz min) z okresu I wojny światowej, jedna z 64 zbudowanych jednostek typu UC II. Zwodowany 29 lutego 1916 roku w stoczni Blohm & Voss w Hamburgu, został wcielony do służby w Kaiserliche Marine 23 lipca 1916 roku. W trakcie służby operacyjnej we Flotylli Flandria okręt odbył 21 patroli bojowych, podczas których za pomocą torped i min zatopił 96 statków o łącznej pojemności 144 423 BRT (w tym duży brytyjski parowiec „Rotorua” o pojemności 11 140 BRT), a dziewięć statków o łącznej pojemności 27 855 BRT zostało uszkodzonych. SM UC-17 został poddany Brytyjczykom 26 listopada 1918 roku w wyniku podpisania rozejmu w Compiègne, a następnie złomowany w latach 1919–1920.

## Projekt i budowa
Dokonania pierwszych niemieckich podwodnych stawiaczy min typu UC I, a także zauważone niedostatki tej konstrukcji, skłoniły dowództwo Cesarskiej Marynarki Wojennej z admirałem von Tirpitzem na czele do działań mających na celu budowę nowego, znacznie większego i doskonalszego typu okrętu podwodnego. Opracowany latem 1915 roku projekt okrętu, oznaczonego później jako typ UC II, tworzony był równolegle z projektem przybrzeżnego torpedowego okrętu podwodnego typu UB II. Głównymi zmianami w stosunku do poprzedniej serii były: instalacja wyrzutni torpedowych i działa pokładowego, zwiększenie mocy i niezawodności siłowni oraz wzrost prędkości i zasięgu jednostki – kosztem rezygnacji z możliwości łatwego transportu kolejowego, ze względu na powiększone rozmiary.
Przyszły UC-17 zamówiony został 29 sierpnia 1915 roku jako druga jednostka z I serii okrętów typu UC II (numer projektu 41, nadany przez Inspektorat U-Bootów), w ramach wojennego programu rozbudowy floty . Został zbudowany w stoczni Blohm & Voss w Hamburgu jako jeden z 24 okrętów tego typu zamówionych w tej wytwórni. Stocznia oszacowała czas budowy okrętu na 8 miesięcy. UC-17 otrzymał numer stoczniowy 267 (Werk 267) . Stępkę okrętu położono w 1915 roku , a zwodowany został 19 lutego 1916 roku. Koszt budowy okrętu wyniósł 1 mln 729 tys. marek.

## Dane taktyczno-techniczne

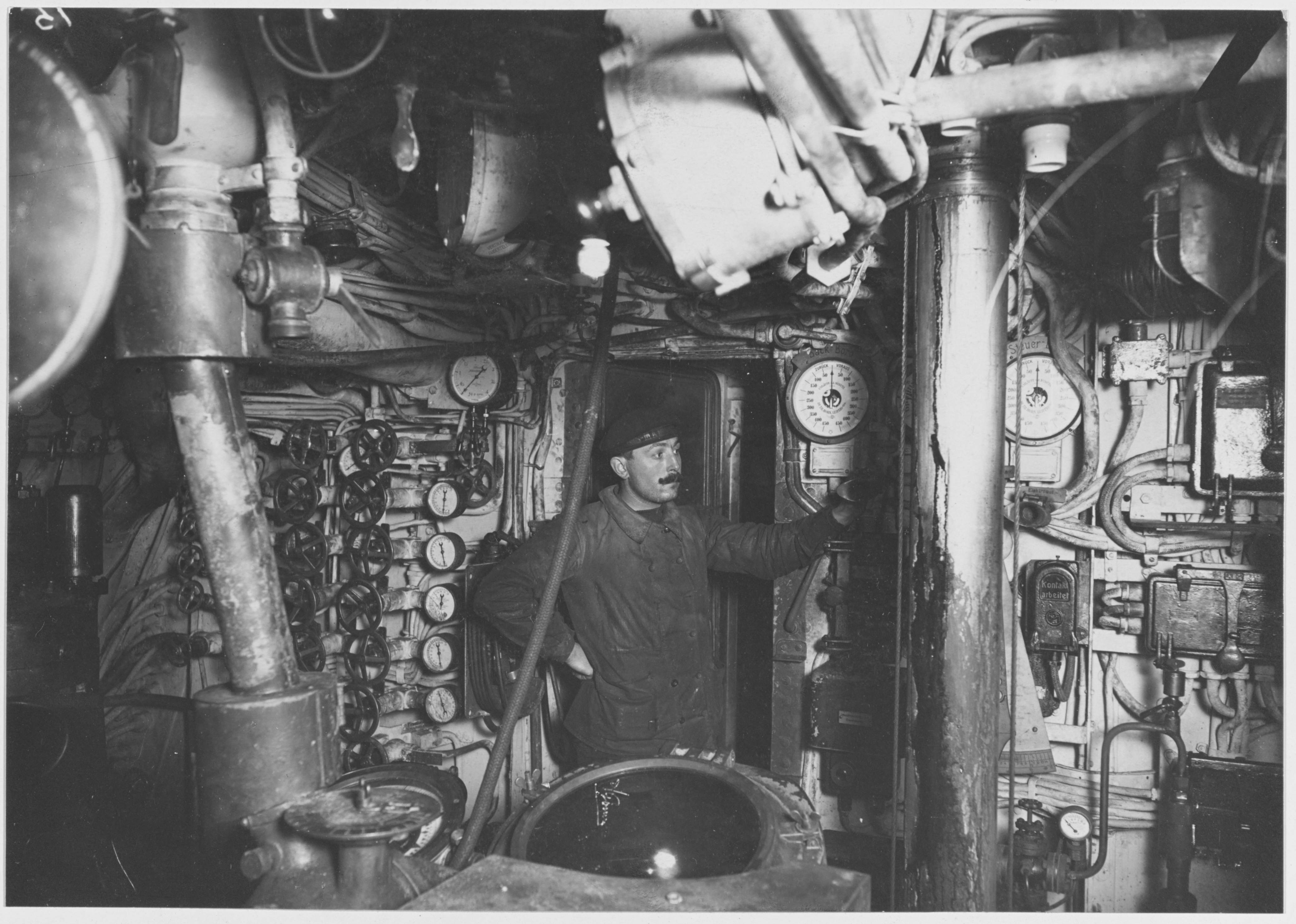
Wnętrze siostrzanego okrętu UC-58

UC-17 był średniej wielkości przybrzeżnym okrętem podwodnym o konstrukcji dwukadłubowej. Długość całkowita wynosiła 49,35 metra, szerokość 5,22 metra i zanurzenie 3,68 metra . Wykonany ze stali kadłub sztywny miał 39,3 metra długości i 3,65 metra szerokości, a wysokość (od stępki do szczytu kiosku) wynosiła 7,46 metra . Wyporność w położeniu nawodnym wynosiła 417 ton, a w zanurzeniu 493 tony. Jednostka miała wysoki, ostry dziób przystosowany do przecinania sieci przeciwpodwodnych; do jej wnętrza prowadziły trzy luki: pierwszy przed kioskiem, drugi w kiosku, a ostatni w części rufowej, prowadzący do maszynowni . Cylindryczny kiosk miał średnicę 1,4 metra i wysokość 1,8 metra, obudowany był opływową osłoną .
Okręt napędzany był na powierzchni przez dwa 6-cylindrowe, czterosuwowe silniki wysokoprężne MAN S6V23/34 o łącznej mocy 368 kW (500 KM), a pod wodą poruszał się dzięki dwóm silnikom elektrycznym BBC o łącznej mocy 340 kW (460 KM). Dwa wały napędowe obracały dwie śruby wykonane z brązu manganowego (o średnicy 1,9 metra i skoku 0,9 metra) . Okręt osiągał prędkość 11,6 węzła na powierzchni i 7 węzłów w zanurzeniu. Zasięg wynosił 9430 Mm przy prędkości 7 węzłów w położeniu nawodnym oraz 55 Mm przy prędkości 4 węzłów pod wodą. Zbiorniki mieściły 56 ton paliwa , a energia elektryczna magazynowana była w dwóch bateriach akumulatorów 26 MAS po 62 ogniwa, zlokalizowanych pod przednim i tylnym przedziałem mieszkalnym załogi. Okręt miał siedem zewnętrznych zbiorników balastowych . Dopuszczalna głębokość zanurzenia wynosiła 50 metrów , a czas wykonania manewru zanurzenia 40 sekund.
Głównym uzbrojeniem okrętu było 18 min kotwicznych typu UC/200 w sześciu skośnych szybach minowych o średnicy 100 cm, usytuowanych w podwyższonej części dziobowej jeden za drugim w osi symetrii okrętu, pod kątem do tyłu (sposób stawiania – „pod siebie”). Układ ten powodował, że miny trzeba było stawiać na zaplanowanej przed rejsem głębokości, gdyż na morzu nie było do nich dostępu (co znacznie zmniejszało skuteczność okrętów). Wyposażenie uzupełniały dwie zewnętrzne wyrzutnie torped kalibru 500 mm (umiejscowione powyżej linii wodnej na dziobie, po obu stronach szybów minowych), jedna wewnętrzna wyrzutnia torped kalibru 500 mm na rufie (z łącznym zapasem 7 torped) oraz umieszczone przed kioskiem działo pokładowe kalibru 88 mm TK C/08 L/30, z zapasem amunicji wynoszącym od 100 do 133 naboi . Okręt wyposażony był w dwa peryskopy Zeissa: wachtowy i bojowy oraz radiostację z podnoszonym masztem o wysokości 10 metrów. Wyposażenie uzupełniała kotwica grzybkowa o masie 272 kg .
Załoga okrętu składała się z trzech oficerów oraz 23 podoficerów i marynarzy.

## Służba

### 1916 rok
SM UC-17 został wcielony do służby w Kaiserliche Marine 23 lipca 1916 roku. Dwa dni później dowódcą jednostki mianowany został por. mar. (niem. Oberleutnant zur See) Ralph Wenninger, dowodzący wcześniej UB-11 i UB-17 . Po okresie szkolenia okręt został 2 października przydzielony do Flotylli Flandria . 
Od października do grudnia UC-17 wraz z innymi podwodnymi stawiaczami min Flotylli Flandria postawiły 10 zagród minowych liczących łącznie 70 min u wschodnich wybrzeży Wielkiej Brytanii, 41 zagród liczących 161 min przy brytyjskim brzegu kanału La Manche i 15 zagród liczących 72 miny u wybrzeży Francji. 6 listopada w odległości 18 Mm na południowy zachód od Beachy Head U-Boot zatrzymał i po ewakuacji załogi zatopił zbudowany w 1890 roku francuski drewniany trójmasztowy szkuner „Fanelly” o pojemności 307 BRT, płynący pod balastem z Le Tréport do Cardiff . Następnego dnia załoga UC-17 zatopiła na wodach kanału La Manche trzy parowce: zbudowany w 1895 roku norweski „Furulund” (1817 BRT), transportujący węgiel z Newcastle upon Tyne do Rouen (zatrzymany i zatopiony po zejściu załogi w odległości 40 Mm na północny zachód od Sainte-Adresse) ; pochodzący z 1903 roku norweski „Thuhaug” o pojemności 948 BRT, płynący z ładunkiem węgla ze Swansea do Rouen (zatopiony bez strat w załodze w odległości 35 Mm od Sainte-Adresse)  i zbudowany w 1913 roku brytyjski „Suffolk Coast” (780 BRT), przewożący drobnicę z Glasgow do Fécamp (zatrzymany i zatopiony po ewakuacji załogi za pomocą ładunków wybuchowych w odległości 14 Mm na południowy wschód od Barfleur)  . 10 listopada na postawioną przez U-Boota nieopodal Dartmouth minę wszedł zbudowany w 1914 roku brytyjski uzbrojony trawler HMT „Benton Castle” (283 BRT), który zatonął ze stratą 10 członków załogi . Nazajutrz na pozycji 49°57′N 5°38′W/49,950000 -5,633333 okręt zatopił zbudowany w 1899 roku norweski parowiec „Seirstad”, płynący z ładunkiem węgla z Newport do Tonnay-Charente (nikt nie zginął) . 14 listopada lista wojennych osiągnięć załogi UC-17 powiększyła się o dwie pozycje: w odległości 54 Mm na południowy zachód od Lizard Point (na pozycji 49°09′N 5°15′W/49,150000 -5,250000) został zatopiony zbudowany w 1907 roku hiszpański parowiec „Oiz Mendi” o pojemności 2104 BRT, transportujący ładunek rudy żelaza na trasie Agua Amarga – Middlesbrough, a w odległości 25 Mm na północ od Ouessant został zatrzymany i po ewakuacji załogi zatopiony zbudowany w 1909 roku francuski drewniany szkuner „Alcyon” (59 BRT)  . Następnego dnia w odległości 15 Mm na południowy zachód od Lizard Point (na pozycji 49°52′N 5°34′W/49,866667 -5,566667) został zatrzymany i zatopiony zbudowany w 1902 roku francuski trzymasztowy bark ze stalowym kadłubem „La Rochejacquelein” (2199 BRT), przewożący jęczmień z San Francisco do Ipswich, a w odległości 30 Mm na północny wschód od Ouessant został zatopiony pochodzący z 1909 roku norweski parowiec „Torridal” o pojemności 688 BRT, płynący z ładunkiem surówki na trasie Middlesbrough – Hennebont (na pozycji 48°50′N 4°39′W/48,833333 -4,650000)  . 16 listopada na południe od Lizard Point załoga UC-17 zatopiła dwa francuskie żaglowce: zbudowany w 1900 roku „Eugenie” (66 BRT), przewożący węgiel z Cardiff do Lannion oraz pochodzący z 1910 roku szkuner „Petit Jean” (126 BRT), płynący z Cardiff do Bajonny (obyło się bez strat w ludziach)  . 21 listopada na postawionej przez U-Boota w odległości 14 Mm na południowy wschód od Flamborough Head minie zatonął zbudowany w 1891 roku szwedzki parowiec „Faunus” o pojemności 749 BRT, płynący z Donsö do Londynu z ładunkiem drewna (nikt nie zginął) .
15 grudnia w odległości 20 Mm na północny wschód od Barfleur okręt podwodny zatrzymał i zatopił za pomocą ładunków wybuchowych po ewakuacji załogi zbudowany w 1875 roku brytyjski drewniany trójmasztowy szkuner „Constance Mary” (177 BRT), płynący z ładunkiem rudy żelaza z Caen do Swansea  . Dwa dni później w odległości 40 Mm na zachód od wyspy Les Casquets ten sam los spotkał zbudowany w 1903 roku francuski drewniany szkuner „Alerte” (176 BRT), przewożący ładunek asfaltu na trasie Morlaix – Le Tréport (na pozycji 49°42′N 3°25′W/49,700000 -3,416667, nikt nie zginął) . 18 grudnia w zachodniej części kanału La Manche załoga UC-17 zatrzymała i po zejściu załóg zatopiła trzy kolejne francuskie żaglowce: zbudowany w 1899 roku drewniany szkuner „Vague” o pojemności 167 BRT (na pozycji 49°11′N 4°52′W/49,183333 -4,866667) ; pochodzący z 1878 roku szkuner „Maria Louis” (108 BRT), przewożący stemple kopalniane na trasie Vannes – Cardiff (na pozycji 49°17′N 5°02′W/49,283333 -5,033333)  oraz zbudowany w 1901 roku drewniany szkuner „Quo Vadis” o pojemności 110 BRT, transportujący węgiel ze Swansea do Mortagne-sur-Gironde (na pozycji 49°39′N 5°06′W/49,650000 -5,100000) . 20 grudnia u ujścia Żyrondy (na pozycji 45°25′N 1°40′W/45,416667 -1,666667) okręt po ewakuacji załogi zatopił z działa pokładowego zbudowany w 1896 roku francuski trawler „Otarie II” (109 BRT) oraz, na wysokości Bordeaux, francuską łódź rybacką „Saint Antoine De Padoue” (32 BRT)  . Nazajutrz na postawioną przez U-Boota nieopodal St Anthony Head minę wszedł zbudowany w 1909 roku brytyjski uzbrojony trawler HMT „St. Ives” (325 BRT), który zatonął ze stratą 11 członków załogi . 24 grudnia w odległości 25 Mm na północ od Ouessant okręt zatopił ogniem artyleryjskim zbudowany w 1911 roku brytyjski parowiec „Bargany” o pojemności 872 BRT, transportujący węgiel z Cardiff do Lorient (na pozycji 48°52′N 5°19′W/48,866667 -5,316667, bez strat w załodze)  . Następnego dnia w odległości 25 Mm na północny wschód od wyspy Île Vierge UC-17 zatrzymał i zatopił zbudowany w 1912 roku francuski drewniany szkuner „Courlis” (181 BRT), płynący z ładunkiem soli i wina z Lizbony do Paimpol . 28 grudnia nieopodal Start Point U-Boot zatopił dwa kolejne żaglowce: zbudowany w 1868 roku brytyjski trójmasztowy szkuner „Pitho” o pojemności 150 BRT, płynący z Cardiff do Cherbourga z ładunkiem węgla oraz pochodzący z 1891 roku norweski „Union” (563 BRT), przewożący kampesz z Aquin do Hawru (na obu jednostkach nikt nie zginął)  .

### 1917 rok
W styczniu 1917 roku podwodne stawiacze min Flotylli Flandria postawiły 26 zagród minowych. 20 stycznia w odległości 13 Mm od Portland Bill UC-17 zatrzymał i po ewakuacji załogi zatopił zbudowany w 1900 roku duński drewniany trójmasztowy szkuner „Standard” o pojemności 217 BRT, płynący z ładunkiem gliny z Fowey do Leith . Dwa dni później załoga okrętu zatopiła nieopodal Ouessant dwie kolejne jednostki: zbudowany w 1895 roku francuski żaglowiec „Gaulois” (76 BRT), który wypłynął z Camaret-sur-Mer z ładunkiem stempli kopalnianych (zatrzymany i po zejściu załogi zatopiony ogniem artyleryjskim na pozycji 49°05′N 5°14′W/49,083333 -5,233333)  oraz pochodzący z 1915 roku szwedzki parowiec „O.A. Brodin” o pojemności 1798 BRT, transportujący węgiel z South Shields do St. Vincent . 23 stycznia na pozycji 48°18′N 6°10′W/48,300000 -6,166667 U-Boot zatopił zbudowany w 1901 roku belgijski parowiec „Egypte” (2416 BRT), płynący z Bordeaux do Barry Roads oraz pochodzący z 1902 roku francuski drewniany trójmasztowy szkuner „Ophelia” (159 BRT), płynący z ładunkiem soli z Lizbony do Saint-Malo (na pozycji 49°08′N 6°12′W/49,133333 -6,200000; na jego pokładzie śmierć poniosły trzy osoby wraz z kapitanem)  . 31 stycznia na postawionej przez UC-17 na południe od latarni morskiej St Anthony minie zatonął zbudowany w 1913 roku holenderski parowiec „Epsilon” o pojemności 3211 BRT, płynący z ładunkiem kukurydzy z Rosario i Buenos Aires do Amsterdamu (na pozycji 50°08′N 5°01′W/50,133333 -5,016667) .
Z dniem 1 lutego, rozkazem szefa sztabu admiralicji niemieckiej z 12 stycznia tego roku, U-Booty należące do czterech flotylli Hochseeflotte, Flotylli Flandria i Flotylli Pola rozpoczęły nieograniczoną wojnę podwodną. Podczas następnego patrolu przeprowadzonego w dniach 15–28 lutego UC-17 postawił dwie zagrody minowe na wodach kanału La Manche. 16 lutego w odległości 15 Mm od Barfleur (na pozycji 48°50′N 2°58′W/48,833333 -2,966667) okręt zatopił zbudowany w 1900 roku francuski parowiec „Hermine” o pojemności 3940 BRT, płynący z Indii Zachodnich do Hawru . Dwa dni później w odległości 15 Mm na południowy zachód od Start Point ten sam los spotkał zbudowany w 1908 roku norweski parowiec „Thorgny” (734 BRT), przewożący ładunek surówki z Grimsby do Hennebont (na pozycji 49°57′N 3°53′W/49,950000 -3,883333, nikt nie zginął) . 19 lutego w odległości 15 Mm na południowy wschód od Lizard Point U-Boot zatrzymał i po ewakuacji załogi zatopił za pomocą ładunków wybuchowych zbudowaną w 1891 roku brytyjską fregatę ze stalowym kadłubem „Centurion” o pojemności 1828 BRT, przewożącą ładunek drewna z Pensacoli do Londynu  . Tego dnia na postawioną przez UC-17 w odległości 3 Mm na południowy wschód od Dartmouth minę wszedł zbudowany w 1911 roku brytyjski uzbrojony trawler HMT „Picton Castle” (245 BRT), który zatonął ze stratą 12 załogantów . 20 lutego w odległości 8 Mm na południowy zachód od latarni morskiej Wolf Rock okręt zatrzymał i po ewakuacji załogi zatopił zbudowany w 1882 roku norweski czteromasztowy bark z żelaznym kadłubem „Falls Of Afton” o pojemności 1965 BRT, płynący z Buenos Aires do Rotterdamu z ładunkiem siemienia lnianego (na pozycji 49°50′N 5°55′W/49,833333 -5,916667) . Nazajutrz w odległości 25 Mm na północ od Ouessant okręt zatopił zbudowany w 1880 roku szwedzki parowiec „Manningham” o pojemności 1988 BRT, transportujący węgiel z Penarth Dock do São Vicente (nikt nie zginął) . 22 lutego na tych samych wodach załoga U-Boota zatopiła zbudowany w 1904 roku norweski parowiec „Ajax” (1468 BRT), przewożący ładunek orzeszków ziemnych z Rufisque do Liverpoolu oraz pochodzący z 1913 roku francuski drewniany szkuner „Saint Sauveur” (158 BRT), płynący na trasie Swansea – Bordeaux (na obu jednostkach nikt nie zginął)  . Następnego dnia okręt podwodny zatopił trzy parowce: zbudowany w 1914 roku brytyjski „Belgier” (4588 BRT), płynący z ładunkiem drobnicy z Nowego Jorku do Hawru (zatopiony z działa pokładowego w odległości 30 Mm na zachód od wyspy Belle-Île, na pozycji 47°32′N 3°58′W/47,533333 -3,966667, bez strat w załodze)  ; pochodzący z 1888 roku brytyjski „Iser” (2160 BRT), transportujący węgiel z Newport do Rochefort, storpedowany bez ostrzeżenia w odległości 14 Mm na północny zachód od Belle-Île (na pozycji 47°28′N 3°35′W/47,466667 -3,583333, na pokładzie zginął jeden marynarz)   oraz zbudowany w 1915 roku norweski „Nyland” (1824 BRT), płynący z Cardiff do Gibraltaru z ładunkiem węgla (w odległości 8–9 Mm od wyspy Île de Groix, na pozycji 47°31′N 3°42′W/47,516667 -3,700000, bez strat ludzkich) . 24 lutego w odległości 10 Mm na południowy zachód od wysp Glénan U-Boot zatrzymał i zatopił zbudowany w 1873 roku grecki parowiec „Salamis” o pojemności 995 BRT, transportujący węgiel z Barry do Bordeaux (na pozycji 47°33′N 3°54′W/47,550000 -3,900000) . Następnego dnia nieopodal Ouessant jego los podzielił zbudowany w 1884 roku francuski szkuner „Kleber” o pojemności 95 BRT, przewożący ładunek węgla ze Swansea do Saint-Martin-de-Ré (nikt nie zginął) . 26 lutego w odległości 30 Mm na południowy zachód od wyspy Guernsey (na pozycji 49°40′N 3°25′W/49,666667 -3,416667) okręt podwodny zdobył, a po zejściu załogi zatopił ogniem z działa pokładowego zbudowany w 1875 roku francuski bark z żelaznym kadłubem „Le Lamentin” (716 BRT), płynący z ładunkiem kampeszu z Saint-Marc do Hawru .
7 marca na postawionej przez UC-17 pod Dartmouth minie zatonął zbudowany w 1905 roku brytyjski parowiec „Antonio” o pojemności 2652 BRT, przewożący siano na trasie Barry – Cherbourg (na jego pokładzie śmierć poniosło 11 osób wraz z kapitanem)  . W dniach 18–26 marca U-Boot odbył kolejny patrol na wodach kanału La Manche, stawiając trzy zagrody minowe. 19 marca pod Boulogne-sur-Mer okręt zatrzymał strzałami z działa francuską łódź rybacką „Rhodora” (38 BRT), a po ewakuacji załogi została ona zatopiona za pomocą ładunków wybuchowych na pozycji 50°24′N 1°19′E/50,400000 1,316667 . 21 marca na postawionej przez U-Boota w pobliżu Beachy Head minie został uszkodzony na pozycji 50°39′N 0°00′E/50,650000 0,000000 zbudowany w 1911 roku brytyjski parowiec „Huntscape” o pojemności 2933 BRT, płynący pod balastem z Boulogne-sur-Mer do Portsmouth (obyło się bez strat w załodze) . 22 marca w odległości 24 Mm na wschód od Start Point UC-17 storpedował bez ostrzeżenia i zatopił zbudowany w 1910 roku duży brytyjski uzbrojony parowiec „Rotorua” o pojemności 11 140 BRT, przewożący ładunek drobnicy z Wellington do Londynu (na pozycji 50°17′N 3°07′W/50,283333 -3,116667, zginął jeden marynarz)  . Tego dnia w odległości 14 Mm na południe od Berry Head okręt zatrzymał i po zejściu załogi zatopił zbudowaną w 1904 roku brytyjską łódź rybacką „Curlew” (51 BRT) . 23 marca w odległości 9,5 Mm na południowy zachód od Dartmouth (na pozycji 50°12′N 3°53′W/50,200000 -3,883333) U-Boot storpedował bez ostrzeżenia i zatopił zbudowany w 1905 roku uzbrojony brytyjski parowiec „Maine” (3616 BRT), płynący z Londynu do Filadelfii z ładunkiem drobnicy i kredy (nikt nie zginął)  . Tego dnia w pobliżu Beachy Head na postawionej przez okręt podwodny minie doznał uszkodzeń zbudowany w 1902 roku brytyjski parowiec pasażerski „Mexico” o pojemności 5549 BRT, przewożący drobnicę z Liverpoolu do Valparaíso (obyło się bez strat w załodze) . 24 marca na wodach nieopodal latarni morskiej Eddystone UC-17 zatopił dziewięć brytyjskich łodzi rybackich: „Alice” (61 BRT), „Boy Walter” (43 BRT), „Endeavour” (25 BRT), „Enigma” (24 BRT), „H.C.G.” (24 BRT), „May Flower” (38 BRT), „Qui Vive” (22 BRT), „Reindeer” (28 BRT) i „Satanita” (30 BRT) .
9 maja na południowy zachód od Beachy Head załoga U-Boota zatrzymała i po ewakuacji załogi zatopiła ogniem artyleryjskim zbudowany w 1912 roku holenderski szkuner ze stalowym kadłubem „Marchiena” o pojemności 170 BRT . Nazajutrz w odległości 15 Mm na zachód od Portland Bill okręt podwodny zatopił zbudowany w 1901 roku norweski parowiec „Veni” (654 BRT), transportujący węgiel z Newport do Saint-Malo (na pozycji 50°32′N 2°47′W/50,533333 -2,783333, nikt nie zginął) . 12 maja w odległości 6 Mm na południowy wschód od latarni morskiej Eddystone UC-17 zatrzymał i po ewakuacji załogi zatopił zbudowaną w 1908 roku brytyjską łódź rybacką „G.L.C.” (24 BRT) . Tego dnia na postawionej przez okręt w odległości 3 Mm na wschód od Teignmouth minę zatonął zbudowany w 1901 roku uzbrojony brytyjski parowiec pasażerski „Galicia” o pojemności 5922 BRT, przewożący pocztę i drobnicę z Liverpoolu do Valparaíso (na pozycji 50°32′N 3°24′W/50,533333 -3,400000, nikt nie zginął)  . 13 maja lista wojennych osiągnięć załogi U-Boota powiększyła się o dwa neutralne żaglowce: zbudowana w 1877 roku duńska „Anna” (610 BRT), transportująca kampesz z Montego Bay do Hawru, zatopiona w odległości 30 Mm na północny wschód od wyspy Île-de-Batz (na pozycji 49°12′N 4°26′W/49,200000 -4,433333, bez strat w załodze) oraz pochodzący z 1869 roku norweski bark z żelaznym kadłubem „Hudson” (817 BRT), płynący z ładunkiem drewna z Gonaïves do Hawru, zatrzymany i zatopiony po ewakuacji załogi w odległości 30 Mm na północny zachód od Ouessant (na pozycji 48°48′N 5°56′W/48,800000 -5,933333)  . Następnego dnia w odległości 70 Mm na południowy zachód od Bishop Rock U-Boot storpedował bez ostrzeżenia i zatopił zbudowany w 1916 roku uzbrojony brytyjski parowiec „Farley” o pojemności 3692 BRT, płynący pod balastem z Cardiff do Nowego Jorku (na pozycji 48°56′N 7°22′W/48,933333 -7,366667, nikt nie zginął)  . 16 maja na północny zachód od Ouessant UC-17 uszkodził ogniem artyleryjskim zbudowany w 1902 roku francuski bark ze stalowym kadłubem „L’hermite” o pojemności 2189 BRT . 19 maja na postawionej przez U-Boota 11 maja w odległości 5 Mm na północny wschód od Hope’s Nose minie (na pozycji 50°31′N 3°20′W/50,516667 -3,333333) doznał uszkodzeń zbudowany w 1913 roku brytyjski uzbrojony trawler HMT „Kumu” (315 BRT), na którego pokładzie śmierć poniosło dwóch marynarzy .
22 maja 1917 roku nastąpiła zmiana na stanowisku dowódcy okrętu: por. mar. Ralph Wenninger został zastąpiony przez por. mar. Wernera Fürbringera, dowodzącego wcześniej UB-2, UB-17, UB-39 i UC-70 . 18 czerwca na postawioną przez UC-17 nieopodal Beachy Head minę wszedł zbudowany w 1905 roku brytyjski uzbrojony trawler HMT „Borneo” (211 BRT). Okręt zatonął na pozycji 50°40′N 0°12′E/50,666667 0,200000, a w wyniku eksplozji śmierć poniosło 11 członków załogi . Następnego dnia w odległości 25 Mm na północny zachód od latarni morskiej Les Hanois okręt zatrzymał i po ewakuacji załogi zatopił za pomocą ładunków wybuchowych zbudowany w 1894 roku brytyjski drewniany kecz „Kate And Annie” o pojemności 96 BRT, przewożący węgiel z Cardiff do Saint-Malo  . Tego dnia załoga U-Boota zatrzymała na pozycji 49°37′N 3°11′W/49,616667 -3,183333 zbudowaną w 1879 roku brytyjską drewnianą brygantynę „Mary Ann” (164 BRT), transportującą drewno kopalniane z Saint-Brieuc do Swansea, jednak mimo podłożenia ładunków wybuchowych i podpalenia żaglowca statek nie zatonął i został odholowany do Saint Peter Port . 20 czerwca okręt stoczył nierozstrzygnięty pojedynek z brytyjskim statkiem-pułapką „Mitchell”. 21 czerwca nieopodal Ouessant UC-17 zatrzymał i po ewakuacji załogi zatopił zbudowany w 1886 roku amerykański szkuner „Childe Harold” o pojemności 781 BRT, przewożący olej maszynowy w beczkach z Nowego Jorku do Hawru (do zdarzenia doszło na pozycji 47°50′N 7°50′W/47,833333 -7,833333) . Tego dnia w odległości około 140 Mm na południowy zachód od Ouessant okręt podwodny zatopił zbudowany w 1902 roku włoski parowiec „Scheria” o pojemności 2727 BRT, przewożący ładunek węgla z Kingston upon Hull do Włoch . 24 czerwca U-Boot storpedował bez ostrzeżenia dwa brytyjskie uzbrojone parowce: zbudowany w 1912 roku „Clan Davidson” o pojemności 6486 BRT, przewożący ładunek drobnicy z Brisbane do Londynu (został zatopiony ze stratą 12 członków załogi na pozycji 48°16′N 8°36′W/48,266667 -8,600000) oraz pochodzący z 1905 roku „Crown Of Arragon” (4550 BRT), transportujący towary rządowe z Cardiff do Montrealu (na pokładzie zatopionego na pozycji 48°10′N 8°14′W/48,166667 -8,233333 statku śmierć poniósł jeden marynarz)   . Nazajutrz w odległości 70 Mm na południowy zachód od Ouessant okręt podwodny zatrzymał i po zejściu załogi zatopił zbudowany w 1888 roku amerykański żaglowiec ze stalowym kadłubem „Galena” o pojemności 1073 BRT, płynący z Nowego Jorku do Rouen oraz storpedował bez ostrzeżenia i zatopił pochodzący z 1912 roku uzbrojony brytyjski parowiec „Saxon Monarch” (4828 BRT), przewożący pszenicę z Bombaju do Londynu (statek zatonął na pozycji 48°24′N 7°47′W/48,400000 -7,783333, a na jego pokładzie zginęły dwie osoby)   .
20 lipca w odległości 188 Mm na północny zachód od Ouessant okręt storpedował bez ostrzeżenia i zatopił zbudowany w 1914 roku uzbrojony brytyjski parowiec „City Of Florence” (5399 BRT), płynący z ładunkiem drobnicy z Cuddalore do Falmouth (na pozycji 47°45′N 9°45′W/47,750000 -9,750000, nikt nie zginął)  . Dzień później w odległości 130 Mm na południowy zachód od Ouessant U-Boot zatrzymał i zatopił zbudowany w 1889 roku amerykański drewniany czteromasztowy szkuner „Augustus Welt” o pojemności 1221 BRT, przewożący olej maszynowy z Nowego Jorku do Hawru (nikt nie zginął) .
4 sierpnia 1917 roku nowym dowódcą UC-17 został por. mar. Ulrich Pilzecker, dowodzący wcześniej UC-4, UB-10 i UC-14 . 19 sierpnia w odległości 7,5 Mm na południowy wschód od Flamborough Head okręt podwodny storpedował bez ostrzeżenia i zatopił zbudowany w 1904 roku uzbrojony brytyjski parowiec „Brema” (1537 BRT), przewożący węgiel na trasie Sunderland – Londyn (cała załoga statku została uratowana przez parowiec „Lonfanny”)  . Dwa dni później w odległości 5 Mm na południowy wschód od Scarborough U-Boot storpedował bez ostrzeżenia i zatopił zbudowany w 1910 roku uzbrojony brytyjski parowiec „Norhilda” o pojemności 1175 BRT, płynący pod balastem z Harwich do Newcastle upon Tyne (do ataku doszło na pozycji 54°15′N 0°10′W/54,250000 -0,166667, a w jego wyniku śmierć poniósł jeden marynarz)  .
8 września na południowy zachód od Ouessant UC-17 zatopił zbudowany w 1894 roku norweski parowiec „Askelad” o pojemności 2823 BRT, przewożący z Nowego Jorku do Hawru drobnicę, żelazo, mączkę kostną i papier (na pozycji 47°25′N 7°25′W/47,416667 -7,416667, nikt nie zginął) . Następnego dnia w wyniku przeprowadzonego na pozycji 48°18′N 9°30′W/48,300000 -9,500000 ataku został uszkodzony nowy, zbudowany w 1917 roku amerykański zbiornikowiec „Tuscarora” o pojemności 7106 BRT, który wypłynął z Londynu (statek został odholowany do Plymouth, a na jego pokładzie zginęły trzy osoby) . 16 września w odległości 1,25 Mm od Lizard Point U-Boot storpedował i uszkodził zbudowany w 1898 roku norweski parowiec „Thomas Krag” (3569 BRT), płynący pod balastem z Rotterdamu do Cardiff .
2 listopada w odległości 1 Mm na południowy wschód od The Manacles okręt storpedował bez ostrzeżenia i zatopił zbudowany w 1907 roku uzbrojony brytyjski parowiec „Cape Finisterre” o pojemności 4380 BRT, płynący z ładunkiem kęsów stalowych w konwoju z Nowego Jorku przez Falmouth do Brestu (do ataku doszło na pozycji 50°02′N 5°01′W/50,033333 -5,016667, a w jego wyniku na statku zginęło 35 osób wraz z kapitanem)  . Dwa dni później w odległości 1,5 Mm na południowy wschód od Lizard Point (na pozycji 49°58′N 5°09′W/49,966667 -5,150000) U-Boot storpedował bez ostrzeżenia i zatopił zbudowany w 1899 roku uzbrojony brytyjski parowiec „Border Knight” (3724 BRT), płynący pod balastem z Londynu do Barry, a na jego pokładzie śmierć poniósł jeden marynarz  .
2 grudnia na północny zachód od Ouessant UC-17 zatrzymał i zatopił zbudowany w 1886 roku rosyjską fregatę z żelaznym kadłubem „Tasmania” o pojemności 2089 BRT, przewożącą ładunek stali, drewna i tytoniu z Nowego Orleanu do Bordeaux . Dwa dni później w odległości 115 Mm na południowy zachód od Lizard Point okręt storpedował bez ostrzeżenia i zatopił zbudowany w 1907 roku uzbrojony brytyjski parowiec „Forfar” (3827 BRT), płynący w konwoju OF-15 z ładunkiem Admiralicji z Blyth do Gibraltaru (na pozycji 48°54′N 7°39′W/48,900000 -7,650000, w wyniku ataku zginęły trzy osoby)  . 6 grudnia w odległości 2 Mm na południowy zachód od Lizard Point ten sam los spotkał zbudowany w 1900 roku uzbrojony brytyjski parowiec „Asaba” o pojemności 972 BRT, płynący z Newport do Hawru (w wyniku przeprowadzonego na pozycji 49°57′N 5°15′W/49,950000 -5,250000 ataku torpedowego na pokładzie statku śmierć poniosło 16 osób wraz z kapitanem)  .

### 1918 rok
16 stycznia 1918 roku okręt otrzymał nowego dowódcę, którym został por. mar. Erich Stephan, dowodzący wcześniej UB-10 . 7 lutego w odległości 5 Mm na północny wschód od Seaham U-Boot zatopił w ataku torpedowym zbudowany w 1916 roku brytyjski zbiornikowiec RFA „Creosol” o pojemności 1179 BRT, przewożący mazut z Sunderlandu do estuarium Humber (do ataku doszło na pozycji 54°52′N 1°12′W/54,866667 -1,200000, a w jego wyniku śmierć poniosły dwie osoby) . Tego dnia w odległości 3 Mm na południowy wschód od Sunderlandu identyczny los spotkał zbudowany w 1908 roku norweski parowiec „Elfi” (1120 BRT), transportujący węgiel z Jarrow do Rouen (na pokładzie statku zginęło sześć osób) .
23 marca na postawionej przez UC-17 nieopodal The Needles minie zatonął ze stratą trzech członków załogi zbudowany w 1908 roku brytyjski kuter HMD „New Dawn” (93 BRT) . Nazajutrz w pobliżu latarni morskiej Needles ten sam los spotkał zbudowany w 1917 roku brytyjski parowiec „War Knight” o pojemności 7951 BRT, który znajdując się w płynącym z Nowego Jorku konwoju HN-53 zatonął na postawionej przez U-Boota minie po kolizji z amerykańskim zbiornikowcem „O.B. Jennings” . 26 marca w odległości 14 Mm na południowy zachód od Lizard Point okręt storpedował uzbrojony brytyjski transportowiec „Lady Cory-Wright” o pojemności 2516 BRT, który wypłynął z Plymouth w kierunku Malty z ładunkiem 370 bomb głębinowych typu D, 1000 spłonek BE, 2100 zapalników torpedowych i 2762 min morskich  . Statek zatonął w wyniku wielkiej eksplozji przewożonego ładunku na pozycji 49°45′N 5°20′W/49,750000 -5,333333, co spowodowało śmierć 39 z 40 członków załogi wraz z kapitanem  .
26 kwietnia na postawionej przez UC-17 nieopodal Falmouth minie doznał uszkodzeń zbudowany w 1902 roku norweski parowiec „Sif” o pojemności 3282 BRT, płynący z ładunkiem węgla z Newcastle upon Tyne do Gibraltaru . 29 kwietnia w odległości 3 Mm na północny zachód od Portland Bill okręt zatopił zbudowany w 1907 roku norweski parowiec „Frogner” (1476 BRT), płynący pod balastem z Saint-Malo do Newport (nikt nie zginął) . Następnego dnia w odległości 3 Mm na południowy zachód od Ventnor okręt storpedował bez ostrzeżenia i zatopił zbudowany w 1896 roku uzbrojony brytyjski parowiec „Isleworth” o pojemności 2871 BRT, płynący z ładunkiem rudy żelaza z Bilbao do Middlesbrough (w wyniku ataku na pokładzie śmierć poniosło 29 osób)  .
5 maja dowództwo UC-17 objął por. mar. Freiherr Nikolaus von Lyncker, dowodzący wcześniej UB-12 . 24 maja nieopodal Lowestoft na postawione przez U-Boota miny weszły dwa brytyjskie uzbrojone trawlery: zbudowany w 1909 roku HMT „Gabir” (219 BRT), który zatonął ze stratą dwóch członków załogi i pochodzący z 1912 roku HMT „Yucca” (198 BRT), który zatonął na pozycji 52°26′N 1°48′E/52,433333 1,800000 tracąc siedmiu załogantów  . Dwa dni później w odległości 6 Mm na południowy wschód od Seaham okręt storpedował bez ostrzeżenia i zatopił zbudowany w 1887 roku uzbrojony brytyjski parowiec „Thames” o pojemności 1327 BRT, płynący z Londynu do Leith z ładunkiem drobnicy (atak spowodował śmierć czterech osób, w tym kapitana statku)  . 30 maja w odległości 3 Mm na południowy wschód od Sunderlandu w wyniku ataku UC-17 został uszkodzony zbudowany w 1904 roku uzbrojony brytyjski parowiec „Dungeness” (2748 BRT), przewożący siano i drobnicę z Hawru do Sunderlandu i Leith (na pokładzie zginęły cztery osoby) .
28 czerwca w odległości 4 Mm na wschód od Sunderlandu U-Boot storpedował bez ostrzeżenia zbudowany w 1917 roku uzbrojony brytyjski parowiec „Sunniva” o pojemności 1913 BRT, płynący pod balastem z Londynu do Newcastle upon Tyne (statek zatonął ze stratą dwóch członków załogi)  .
8 października w odległości 4 Mm na południowy wschód od Filey okręt storpedował bez ostrzeżenia i zatopił zbudowany w 1916 roku uzbrojony brytyjski parowiec „Thalia” o pojemności 1308 BRT, płynący pod balastem z Rouen do Newcastle upon Tyne (na jego pokładzie śmierć poniosło trzech marynarzy)  . 19 października U-Boot został włączony do 1. Flotylli U-Bootów Hochseeflotte, jednak nie zdążył odbyć w jej składzie ani jednego patrolu .
SM UC-17 doczekał zakończenia działań wojennych, po czym w myśl postanowień rozejmu w Compiègne został wraz z innymi ocalałymi niemieckimi okrętami podwodnymi 26 listopada 1918 roku poddany Brytyjczykom . Złomowano go w Preston w latach 1919–1920 .

## Podsumowanie działalności bojowej
W latach 1916–1918 SM UC-17 odbył łącznie 21 misji bojowych, podczas których za pomocą torped, min, artylerii oraz ładunków wybuchowych zatopił 96 statków o łącznej pojemności 144 423 BRT, a dziewięć statków o łącznej pojemności 27 855 BRT zostało uszkodzonych . Na pokładach zatopionych i uszkodzonych jednostek zginęło co najmniej 237 osób, w tym 39 na brytyjskim statku amunicyjnym RFA „Lady Cory-Wright”  . Pełne zestawienie strat przedstawia poniższa tabela :
| Data                | Nazwa                     | Państwo               | Tonaż       | Los jednostki |
| ------------------- | ------------------------- | --------------------- | ----------- | ------------- |
| 6 listopada 1916    | „Fanelly”                 | Francja               | 307         | zatopiony     |
| 7 listopada 1916    | „Furulund”                | Norwegia              | 1817        | zatopiony     |
| 7 listopada 1916    | „Suffolk Coast”           | Wielka Brytania       | 780         | zatopiony     |
| 7 listopada 1916    | „Thuhaug”                 | Norwegia              | 948         | zatopiony     |
| 10 listopada 1916   | HMT „Benton Castle”       | Royal Navy            | 283         | zatopiony     |
| 11 listopada 1916   | „Seirstad”                | Norwegia              | 995         | zatopiony     |
| 14 listopada 1916   | „Oiz Mendi”               | Hiszpania             | 2104        | zatopiony     |
| 14 listopada 1916   | „Alcyon”                  | Francja               | 59          | zatopiony     |
| 15 listopada 1916   | „La Rochejacquelein”      | Francja               | 2199        | zatopiony     |
| 15 listopada 1916   | „Torridal”                | Norwegia              | 688         | zatopiony     |
| 16 listopada 1916   | „Eugenie”                 | Francja               | 66          | zatopiony     |
| 16 listopada 1916   | „Petit Jean”              | Francja               | 126         | zatopiony     |
| 21 listopada 1916   | „Faunus”                  | Szwecja               | 749         | zatopiony     |
| 15 grudnia 1916     | „Constance Mary”          | Wielka Brytania       | 177         | zatopiony     |
| 17 grudnia 1916     | „Alerte”                  | Francja               | 176         | zatopiony     |
| 18 grudnia 1916     | „Vague”                   | Francja               | 167         | zatopiony     |
| 18 grudnia 1916     | „Maria Louis”             | Francja               | 108         | zatopiony     |
| 18 grudnia 1916     | „Quo Vadis”               | Francja               | 110         | zatopiony     |
| 20 grudnia 1916     | „Otarie II”               | Francja               | 109         | zatopiony     |
| 20 grudnia 1916     | „Saint Antoine De Padoue” | Francja               | 32          | zatopiony     |
| 21 grudnia 1916     | HMT „St. Ives”            | Royal Navy            | 325         | zatopiony     |
| 24 grudnia 1916     | „Bargany”                 | Wielka Brytania       | 872         | zatopiony     |
| 25 grudnia 1916     | „Courlis”                 | Francja               | 181         | zatopiony     |
| 28 grudnia 1916     | „Pitho”                   | Wielka Brytania       | 150         | zatopiony     |
| 28 grudnia 1916     | „Union”                   | Norwegia              | 563         | zatopiony     |
| 20 stycznia 1917    | „Standard”                | Dania                 | 217         | zatopiony     |
| 22 stycznia 1917    | „Gaulois”                 | Francja               | 76          | zatopiony     |
| 22 stycznia 1917    | „O.A. Brodin”             | Szwecja               | 1798        | zatopiony     |
| 23 stycznia 1917    | „Egypte”                  | Belgia                | 2416        | zatopiony     |
| 23 stycznia 1917    | „Ophelia”                 | Francja               | 159         | zatopiony     |
| 31 stycznia 1917    | „Epsilon”                 | Holandia              | 3211        | zatopiony     |
| 16 lutego 1917      | „Hermine”                 | Francja               | 3940        | zatopiony     |
| 18 lutego 1917      | „Thorgny”                 | Norwegia              | 734         | zatopiony     |
| 19 lutego 1917      | „Centurion”               | Wielka Brytania       | 1828        | zatopiony     |
| 19 lutego 1917      | HMT „Picton Castle”       | Royal Navy            | 245         | zatopiony     |
| 20 lutego 1917      | „Falls of Afton”          | Norwegia              | 1965        | zatopiony     |
| 21 lutego 1917      | „Manningham”              | Szwecja               | 1988        | zatopiony     |
| 22 lutego 1917      | „Ajax”                    | Norwegia              | 1468        | zatopiony     |
| 22 lutego 1917      | „Saint Sauveur”           | Francja               | 158         | zatopiony     |
| 23 lutego 1917      | „Belgier”                 | Wielka Brytania       | 4588        | zatopiony     |
| 23 lutego 1917      | „Iser”                    | Wielka Brytania       | 2160        | zatopiony     |
| 23 lutego 1917      | „Nyland”                  | Norwegia              | 1824        | zatopiony     |
| 24 lutego 1917      | „Salamis”                 | Królestwo Grecji      | 995         | zatopiony     |
| 25 lutego 1917      | „Kleber”                  | Francja               | 95          | zatopiony     |
| 26 lutego 1917      | „Le Lamentin”             | Francja               | 716         | zatopiony     |
| 7 marca 1917        | „Antonio”                 | Wielka Brytania       | 2652        | zatopiony     |
| 19 marca 1917       | „Rhodora”                 | Francja               | 38          | zatopiony     |
| 21 marca 1917       | „Huntscape”               | Wielka Brytania       | 2933        | uszkodzony    |
| 22 marca 1917       | „Curlew”                  | Wielka Brytania       | 51          | zatopiony     |
| 22 marca 1917       | „Rotorua”                 | Wielka Brytania       | 11 140      | zatopiony     |
| 23 marca 1917       | „Maine”                   | Wielka Brytania       | 3616        | zatopiony     |
| 23 marca 1917       | „Mexico”                  | Wielka Brytania       | 5549        | uszkodzony    |
| 24 marca 1917       | „Alice”                   | Wielka Brytania       | 61          | zatopiony     |
| 24 marca 1917       | „Boy Walter”              | Wielka Brytania       | 43          | zatopiony     |
| 24 marca 1917       | „Endeavour”               | Wielka Brytania       | 25          | zatopiony     |
| 24 marca 1917       | „Enigma”                  | Wielka Brytania       | 24          | zatopiony     |
| 24 marca 1917       | „H.C.G.”                  | Wielka Brytania       | 24          | zatopiony     |
| 24 marca 1917       | „May Flower”              | Wielka Brytania       | 38          | zatopiony     |
| 24 marca 1917       | „Qui Vive”                | Wielka Brytania       | 22          | zatopiony     |
| 24 marca 1917       | „Reindeer”                | Wielka Brytania       | 28          | zatopiony     |
| 24 marca 1917       | „Satanita”                | Wielka Brytania       | 30          | zatopiony     |
| 9 maja 1917         | „Marchiena”               | Holandia              | 170         | zatopiony     |
| 10 maja 1917        | „Veni”                    | Norwegia              | 654         | zatopiony     |
| 12 maja 1917        | „G.L.C.”                  | Wielka Brytania       | 24          | zatopiony     |
| 12 maja 1917        | „Galicia”                 | Wielka Brytania       | 5922        | zatopiony     |
| 13 maja 1917        | „Anna”                    | Dania                 | 610         | zatopiony     |
| 13 maja 1917        | „Hudson”                  | Norwegia              | 817         | zatopiony     |
| 14 maja 1917        | „Farley”                  | Wielka Brytania       | 3692        | zatopiony     |
| 16 maja 1917        | „L’hermite”               | Francja               | 2189        | uszkodzony    |
| 19 maja 1917        | HMT „Kumu”                | Royal Navy            | 315         | uszkodzony    |
| 18 czerwca 1917     | HMT „Borneo”              | Royal Navy            | 211         | zatopiony     |
| 19 czerwca 1917     | „Kate And Annie”          | Wielka Brytania       | 96          | zatopiony     |
| 19 czerwca 1917     | „Mary Ann”                | Wielka Brytania       | 164         | uszkodzony    |
| 21 czerwca 1917     | „Childe Harold”           | Stany Zjednoczone     | 781         | zatopiony     |
| 21 czerwca 1917     | „Scheria”                 | Włochy                | 2727        | zatopiony     |
| 24 czerwca 1917     | „Clan Davidson”           | Wielka Brytania       | 6486        | zatopiony     |
| 24 czerwca 1917     | „Crown of Arragon”        | Wielka Brytania       | 4550        | zatopiony     |
| 25 czerwca 1917     | „Galena”                  | Stany Zjednoczone     | 1073        | zatopiony     |
| 25 czerwca 1917     | „Saxon Monarch”           | Wielka Brytania       | 4828        | zatopiony     |
| 20 lipca 1917       | „City Of Florence”        | Wielka Brytania       | 5399        | zatopiony     |
| 21 lipca 1917       | „Augustus Welt”           | Stany Zjednoczone     | 1221        | zatopiony     |
| 19 sierpnia 1917    | „Brema”                   | Wielka Brytania       | 1537        | zatopiony     |
| 21 sierpnia 1917    | „Norhilda”                | Wielka Brytania       | 1175        | zatopiony     |
| 8 września 1917     | „Askelad”                 | Norwegia              | 2823        | zatopiony     |
| 9 września 1917     | „Tuscarora”               | Wielka Brytania       | 7106        | uszkodzony    |
| 16 września 1917    | „Thomas Krag”             | Norwegia              | 3569        | uszkodzony    |
| 2 listopada 1917    | „Cape Finisterre”         | Wielka Brytania       | 4380        | zatopiony     |
| 4 listopada 1917    | „Border Knight”           | Wielka Brytania       | 3724        | zatopiony     |
| 2 grudnia 1917      | „Tasmania”                | Republika Rosyjska    | 2089        | zatopiony     |
| 4 grudnia 1917      | „Forfar”                  | Wielka Brytania       | 3827        | zatopiony     |
| 6 grudnia 1917      | „Asaba”                   | Wielka Brytania       | 972         | zatopiony     |
| 7 lutego 1918       | RFA „Creosol”             | Royal Fleet Auxiliary | 1179        | zatopiony     |
| 7 lutego 1918       | „Elfi”                    | Norwegia              | 1120        | zatopiony     |
| 23 marca 1918       | HMD „New Dawn”            | Royal Navy            | 93          | zatopiony     |
| 24 marca 1918       | „War Knight”              | Wielka Brytania       | 7951        | zatopiony     |
| 26 marca 1918       | RFA „Lady Cory-Wright”    | Royal Fleet Auxiliary | 2516        | zatopiony     |
| 26 kwietnia 1918    | „Sif”                     | Norwegia              | 3282        | uszkodzony    |
| 29 kwietnia 1918    | „Frogner”                 | Norwegia              | 1476        | zatopiony     |
| 30 kwietnia 1918    | „Isleworth”               | Wielka Brytania       | 2871        | zatopiony     |
| 24 maja 1918        | HMT „Gabir”               | Royal Navy            | 219         | zatopiony     |
| 24 maja 1918        | HMT „Yucca”               | Royal Navy            | 198         | zatopiony     |
| 26 maja 1918        | „Thames”                  | Wielka Brytania       | 1327        | zatopiony     |
| 30 maja 1918        | „Dungeness”               | Wielka Brytania       | 2748        | uszkodzony    |
| 28 czerwca 1918     | „Sunniva”                 | Wielka Brytania       | 1913        | zatopiony     |
| 8 października 1918 | „Thalia”                  | Wielka Brytania       | 1308        | zatopiony     |
| RAZEM               | RAZEM                     | zatopione:            | zatopione:  | 96            |
| RAZEM               | RAZEM                     | uszkodzone:           | uszkodzone: | 9             |